# Дузадж (дегестан)
Дузадж (перс. دوزج) — дегестан в Ірані, у бахші Харкан, в шагрестані Зарандіє остану Марказі. За даними перепису 2006 року, його населення становило 3314 осіб, які проживали у складі 916 сімей.

## Населені пункти
До складу дегестану входять такі населені пункти:
- Аджан
- Баріє
- Дузадж
- Ейнабад
- Кабуд-Камар
- Лар
- Манджінкан
- Месеркан
- Тіре
- Чагар-Гадд
- Ченакчі-є Олія
- Ченакчі-є Софла